# 日本国憲法第2章
日本国憲法 第2章（にほんこくけんぽう だい2しょう）は、日本国憲法の章の1つ。「戦争の放棄」の章名で、日本国憲法の三大原則の1つである平和主義について規定している。第2章に含まれる条文は第9条のみであり、同条と第2章は同じ内容を指すこととなるが、一般的には「（憲法）第9条」として知られている。

## 構成
- 第9条 戦争の放棄、戦力及び交戦権の否認

## 関連条文
- 日本国憲法前文

## 他の国々の場合
基本的に、独立した章で平和主義を述べている憲法は少ない。近い内容の章をあげると、
- ドイツ連邦共和国基本法第10a章 防衛事態

※ただしこの章とは別に、第26条に平和主義についての条文がある。
- 中華民国憲法第13章 基本国策 - 第1節 国防

このように有事や国防に関する内容となっている。
またその他の国も大抵は侵略戦争を禁止している。
なお日本のように「戦争の放棄」をうたっている憲法は稀有である。
- パラオ:アメリカ合衆国の信託統治下にあった1980年に「非核憲法」を住民投票によって成立され注目された。1992年以後、非核化の条文は凍結されている。

## 備考
2005年（平成17年）11月22日に発表された自由民主党新憲法制定推進本部による「新憲法草案」では、この章のタイトル（戦争の放棄）を「安全保障」としている。